# دزد دریایی (فیلم ۱۹۷۸)
«دزد دریایی» (انگلیسی: The Pirate (1978 film)) یک فیلم به کارگردانی کن آناکین است. از بازیگران آن می‌توان به فرانکو نرو اشاره کرد.